# Artaban IV
Pour les articles homonymes, voir Artaban.
Artaban IV (en persan : اردوان / Ardavân), incorrectement appelé Artaban V dans l'historiographie ancienne, est le dernier roi arsacide des Parthes. Il règne de 216 à 224.

## Biographie
Second fils du roi Vologèse V, il règne sur la Médie et s'oppose à son frère, le « Grand-Roi » Vologèse VI, qu'il détrône.
Devenu « Grand-Roi », il soutient la guerre contre Caracalla auquel il refuse de donner sa fille comme épouse. Après le meurtre de l'empereur romain, il conclut la paix avec son successeur Macrin après l'avoir affronté lors de la sanglante bataille de Nisibe.
Artaban IV est lui-même battu et tué le 22 ou 28 avril 224 à Hormizdaghan par Artaxerce (Ardachir Ier), fondateur de la dynastie des Sassanides. Bien qu'Artaban laisse deux fils, Archak et Artavazde, qui continuent de résister aux Sassanides pendant quelques années encore, c'est avec lui que finit l'Empire des Parthes et la dynastie des Arsacides en Perse.
Il a trois enfants :
- Archak ;
- Artavazde ;
- Ziyanak de Perse.